# دييغو دوران
دييغو دوران (بالإسبانية: Diego Durán)‏ هو مؤرخ وكاتب إسباني، ولد في 1537 في إشبيلية في إسبانيا، وتوفي في 1588 في مدينة مكسيكو في المكسيك.